# Афиким (компания)
«Афиким» (ивр. אפיקים‎) — израильская автобусная компания, которая работает на маршрутах, соединяющих Гуш-Дан и область равнины Шарон с Западной Самарией. Компания была основана в 2008 году и находится в совместном владении трёх других транспортных компаний. Она начала свою деятельность 1 сентября 2009 года и в настоящее время[когда?]

 действует более тридцати маршрутов.